# Kampen om tungvattnet
Kampen om tungvattnet (norska: Kampen om tungtvannet) är en norsk miniserie i sex delar från 2015. Serien handlar om Tungtvannsaksjonen under andra världskriget, när norska motståndsmän saboterade en nödvändig del av Nazitysklands kärnkraftsprogram.
Miniserien var den mest påkostade i Norges historia.
Serien visades på SVT januari 2016.